# Історія ораторського мистецтва
Рито́рика є однією з найдавніших наук, її виникнення припадає на античні часи. Вона була засобом захисту і звинувачення на судовому процесі. Громадяни Давньої Греції могли самі захищати себе в суді, а щоб захист вийшов вдалим, вони зверталися до фахівців, чиїм ремеслом було складання промов. Розвиток ораторського мистецтва продовжується й у Давньому Римі. Найвидатнішим римським оратором був Цицерон, він досягнув високої майстерності в складанні й виголошенні промов, став автором трактатів про ораторське мистецтво. У середньовічній Європі риторика була перш за все мистецтвом християнської проповіді. На землях Київської Русі ораторське мистецтво розвивалося під впливом візантійського красномовства. У XVI — XVIII ст. на українських землях риторика набула найбільшого розвитку. У XIX столітті риторика в Україні переживала занепад через утиски українського слова. На сучасному етапі розвитку риторики відбувається піднесення всіх її жанрів, створюється багато посібників із ораторського мистецтва.

## Риторика у Стародавньому світі

### Міфологія красномовства
У грецькій міфології риторику уособлювала одна з дев'яти мистецьких муз прекрасноголоса богиня Калліопа, донька Зевса і богині пам'яті Мнемосіни. Від імені Мнемосіни пізніше в риториці називатиметься розділ, у якому розроблятимуться прийоми запам'ятовування промов у період їх підготовки до виголошення — мнемонікою. Калліопа була покровителькою духовної культури — риторики парувального слова і співу, поезії та науки. Вона вчила співати Ахілла. Скульптурним зображенням цієї богині стала красива жінка з навощеною дощечкою та з паличкою (стилосом) для писання в руках. Одним з її синів — прекрасних співців — був популярний у грецькій міфології Орфей. Словесними і музичними чарами Орфей впливав на богів, людей, птахів, звірів, усю природу.
Божественним голосом чарування були наділені міфічні істоти — сирени-напівжінки, напівптахи. Це доньки музи трагедії богині Мельпомени. Вони мешкали на скелях безлюдного острова, чарівним голосом заманювали мореплавців. Ніхто не міг встояти проти цих чар.
У грецькій міфології був бог глузування і лихослів'я Мом, що злісно пащекував про богів і людей. Зевс вигнав його з Олімпу, і в цьому виявилося негативне ставлення до лихослів'я у грецькому суспільстві.
Провісниця Зевса, богиня чуток Осса, була наділена божественним голосом і мала назву «дитя золотої надії».
Богиня чаклунства Геката, за міфами, допомагала людям у громадських справах захищати себе словом.
У Греції покровительками красномовства були три богині: богиня переконання Пейто (гр. Peitho — переконання), супутниця Афродіти і Гермеса, і дві богині Ериди (гр. Eris) — богині суперечок. Одна Ерида — гармонійна, тобто така, що прагне гармонії у спілкуванні, злагоді, компромісу і хоче досягти мети, істини. Друга Ерида — дисгармонійна, яка йде до перемоги через конфлікт і навіть смерть, тому її вважали злою, на відміну від першої Ериди. Звідти ж іде традиція розрізняти два основні види суперечок: конструктивний, нині—це компромісний, консенсусний шлях розв 'язання проблеми (греки називали його діалектикою) і деструктивний, конфліктний (у греків—агональний, аж до агонії, тобто передсмертного стану організму), його називали еристикою, або атональною еристикою. Згодом еристикою стали називати обидва види словесних спорів.
В римській культурі риторика зображалась в образі величної жінки — богині мистецтв, що сиділа на пишному троні в осяйному вбранні, на якому виткані мовні фігури. З прекрасних уст росла лілея, яка символізувала красу (ornatus), і меч, що символізував грізну зброю (persuasio). Риторика красою і силою живої мови переконує. Поруч зображені найвидатніші оратори минулого на чолі з Цицероном і Вергілієм.
У єгипетській міфології всесильним був бог Тот, покровитель усього розумного. Він дав людям письмо і рахунок, володів часом, ввів літописання, керував «усіма мовами» і вважався язиком бога Птаха. Тог був покровителем архіваріусів, бібліотек, переписувачів книг, охоронником усього пізнання.
На зображеннях поруч з богом Тотом сидить красива жінка — богиня мудрості Сіа і бог чарівних слів Ху.
Японська міфологія має сім богів щастя, одним з яких є бог красномовства Бенсай-тен. Це він, за повір'ями, засобами красномовства продовжував життя, збагачував його, дарував мудрість, захищав від злих сил. Зображувався Бенсай-тен верхи на драконі чи змії, тримав у руках музичний інструмент біва.
У давньоіндійській міфології було дві богині красномовства. Донька бога любові Ками богиня слова Вач вважалася повелителькою богів, царицею богів, володаркою незліченних багатств, богинею мудрості. У відомому епосі «Ріґведа» їй присвячено окремий гімн. Богиня священного мовлення Сарасваті була і богинею мудрості та красномовства. її вважають винахідницею санскриту й алфавіту деванаґарі, покровителькою наук і мистецтв. А ще Сарасваті вважалася богинею чистої води, великого потоку. Це свідчить, що в уявленні давніх індійців мова була близькою до води, мала бути чистою і литися, як вода, вільно, природно.

### Стародавня Греція

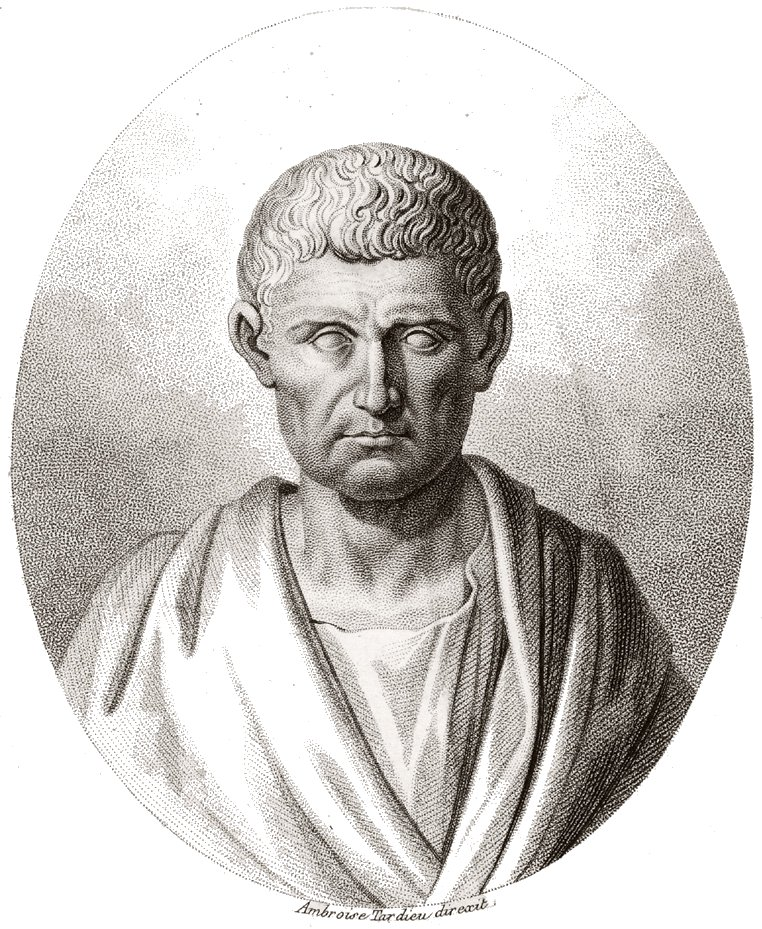
Аристотель

Риторика як мистецтво й сам термін зароджується в античній Греції. Батьківщиною риторики називають Сіракузи, а її «винахідником» — демагога Коракса. Разом із своїм учнем Тисієм він уклав перший підручник риторики, за яким навчали початківців і досвідчених промовців.
Ядро проблематики грецької риторики знаходимо в діалозі Платона «Горгій».
Діючими особами виступають Херефонт, Пол, Каллікл та відомий софіст Горгій, що вважає риторику інструментом громадянського управління. Після виголошення промови перед народом Горгій зупиняється для бесіди з Сократом. Горгій вважає риторику найкращою з мистецтв. Сократ на противагу йому доводить, що всі мистецтва за головну складову мають слово, тому риторика не є окремим мистецтвом. Більш того, справжніми мистецтвами слід вважати: для душі — управління державою, для тіла — гімнастику й медицину. Риторика — це тільки тінь управління державою.
Платон протиставляє риторику й етику. Мета красномовства залежить від етичності оратора. Роздуми й промови слід спрямовувати на пошук істини, а не на те, щоб довести свою точку зору будь-якими засобами.
До відомих майстрів ораторського мистецтва цього періоду належать Лісій, Горгій, Ісократ. У кожного з давньогрецьких майстрів було своє визначення риторики. Ісократ вважав, що риторика — це здатність переконувати. Горгій вважав, що риторика — це здатність переконувати словом. Арістотель вважав, що риторика — це здатність або сила знаходити все, що може переконувати в промові.
Першим теоретичним обґрунтуванням риторичної науки стала книга Арістотеля «Риторика», в якій ідеться про засоби переконання, способи висловлення думки, особливості людського сприйняття, риси, необхідні оратору. Арістотель вважав, що суспільства різняться в залежності від того, яким чином у них організують промови.

### Римська імперія
Розвиток ораторського мистецтва продовжується й у Давньому Римі. Найвидатнішим римським оратором був Цицерон. Він не лише досягнув високої майстерності в складанні й виголошенні промов, а й став автором трактатів про ораторське мистецтво. Однією з найвидатніших у риторичній науці стала праця римського вченого Квінтіліана «Виховання оратора», яка ще багато століть по тому використовувалася як посібник із вивчення риторики.
Цицерон розробляв питання співвідношення позитивного знання (положень, свідчень, перевірених на практиці) та ораторства. Красномовство не є здобутком виключно оратора: «…якщо Демокріт, відомий фізик…відзначався красою стилю, то предмет його викладення належить фізиці, а краса стилю, звісно ж, — належність оратора. І якщо Платон так божественно говорив про предмети, що зовсім чужі громадянським диспутам, то я залюбки визнаю його красномовство, якщо Арістотель, Феофраст або Карнеад були красномовними в обговоренні своїх предметів і викладали їх привабливо й гарно, то нехай предмети їх обговорення відносяться до інших розділів наукової діяльності, проте саме мовлення їх невід'ємно належить до того розділу, який ми намагаємося зрозуміти в нашій розмові», — писав він у своєму трактаті «Про оратора». Предмет риторики можна розуміти і як структуру промови на будь-яку тему, і як мистецтво передавати свої думки за допомогою слова. Та на громадянській суперечці мало хто звертає увагу на позитивне знання — мета оратора полягає в тому, аби довести свою точку зору. Оратор має постійно поповнювати свою ерудицію, володіти здоровим ґлуздом. Наприклад, нестерпна відповідь Сократа, що не відповідала законам громадянського диспуту, привела суддів в обурення, тому вони засудили невинну людину на смерть.
У III ст. теоретичні аспекти риторики розробив Гермоген. Вони стали базовими для красномовців античного світу, Середньовіччя.
В Римській імперії ораторське мистецтво було необхідним для становлення громадянської кар'єри. Риторика займалася розробкою техніки підготовки доповіді, вихованням оратора. Державні установи виступали аренами для діяльності ораторів.
В області державного управління Римська республіка була сполученням демократії (інститут трибунів), аристократії (сенат) та монархії (інститут консулів). Кожний з них мав свою область влади, контроль здійснювався з боку цензора.
Правила навчання оратора включали в себе гімнастику, акторську майстерність, граматику, філософію, право, риторику, а також вправи для здобутку ораторського досвіду шляхом копіювання й наслідування зразковому оратору.
Технологія складання доповіді оратором розділялася на кілька етапів: винайдення, правильне розташування, словесне висловлювання, запам'ятовування й виголошення.

### Мовна культура Стародавнього Китаю
Боротьба між царствами й князівствами в Стародавньому Китаї вимагали від правителів мудрих і довготривалих рішень, для цього вони тримали коло себе радників. Вони сперечалися між собою й ухвалювали оптимальне вирішення проблеми. Це відбувалося серед аристократів, тому й вимоги до промови були відповідні: лаконічність, розумова й емоційна насиченість, відповідальність за кожне слово.
Також рішення монарха могли викликати бунт серед селян, що становили більшість населення. Щоб уникнути цього, монарх мав переконувати народ за допомогою своїх промов.

## Середньовічна риторика

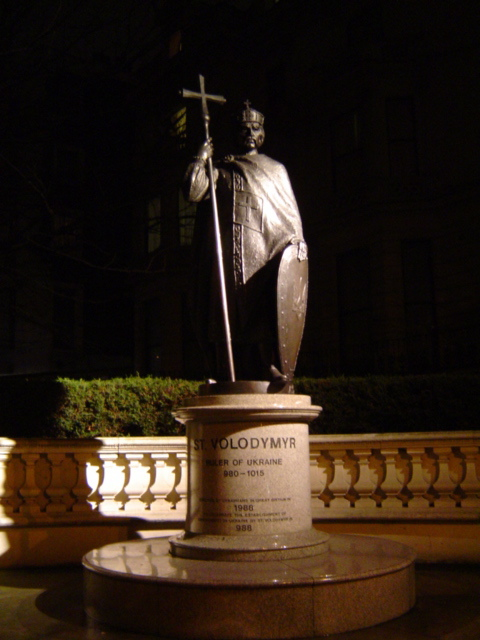
Пам'ятник князю Володимиру Великому в Лондоні

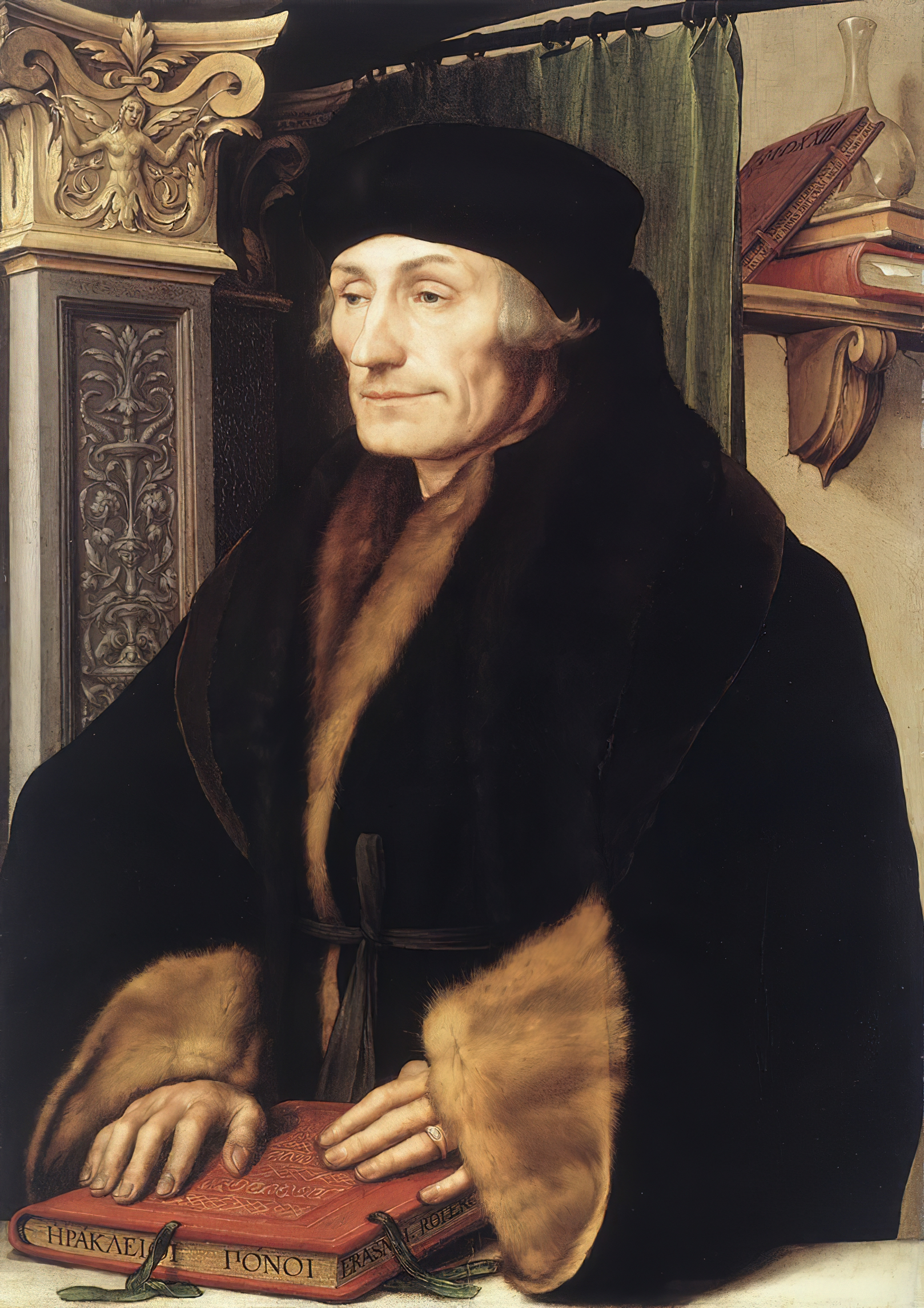
Еразм

У середньовічній Європі риторика була перш за все мистецтвом християнської проповіді. На Русі ораторське мистецтво розвивалося під впливом візантійського красномовства, звідки руські майстри слова запозичили цю античну теорію риторики та систему ораторських жанрів. Найвидатнішими зразками давньоруського красномовства є промови князів, зафіксовані в літописах. Розвивалося в Київській Русі й релігійне красномовство, першим зафіксованим зразком якого вважаються слово князя Володимира після хрещення киян. А основним його виявом були проповіді, які стали частиною богослужіння.
Видатними майстрами ораторської прози тих часів були митрополит Іларіон (його найвідоміший твір — «Слово про закон і благодать»), Феодосій Печерський (ХІ століття), Климент Смолянич, Кирило Туровський (ХІІ століття), Про особливості риторичного стилю йшлося в «Ізборниках» князя Святослава; до творів ораторського мистецтва відносять повчання Володимира Мономаха; риторичні елементи зустрічаються також у «Слові о полку Ігоревім».

## Риторика Нового часу
У XVI — XVIII ст. на українських землях риторика набула найбільшого розвитку. У навчальних закладах Речі Посполитої, до складу якої входила Україна, вивчалися сім вільних мистецтв, серед яких одне з перших місць посідала риторика. У бібліотеках шкіл були твори латинських авторів, цитати з яких часто використовувалися як граматичні приклади. Отже, учні мали змогу познайомитися з античними зразками риторичною науки. Значний внесок у розвиток риторики зробили викладачі Києво-Могилянської академії. Розвивався проповідницький жанр красномовства. Одним із чинників розвитку ораторського мистецтва була міжконфесійна полеміка, результатом якої стали твори Івана Вишенського, Мелетія Смотрицького, Лазаря Барановича, Йоаникія Галятовського та інших.
У XIX столітті риторика в Україні переживала занепад через утиски українського слова. Наприкінці XIX — на початку ХХ століття інтерес до риторики відновлюється через активізацію політичного життя; у цей час у красномовності переважають політичні жанри. Цікавість до риторики занепадає з установленням тоталітарної систем, для якої була характерна офіційна риторика зі своїми усталеним засобами.

## Сучасна риторика
На сучасному етапі розвитку риторики відбувається піднесення всіх її жанрів. Посилився інтерес до риторики як засобу утвердження людини в суспільстві, тому створюється багато популярних посібників із ораторського мистецтва.